# Beagle (Software)

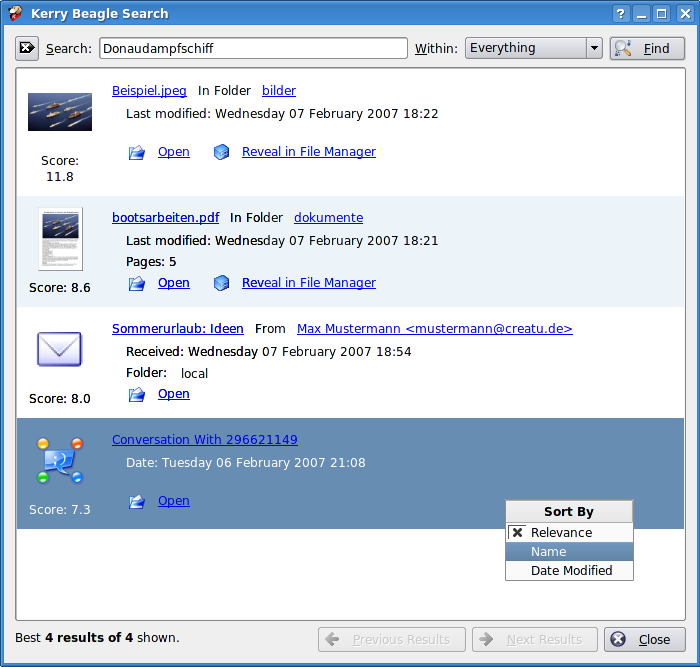
Eine Beagle-Suche mit Kerry als Frontend

Beagle war ein freier Dateiindizierungs-Daemon, der Dateien, E-Mails, Chatlogs etc. durchläuft und in seinem Index erfasst. Der Name wird nicht nur für den Daemon selbst, sondern auch für das gesamte dazugehörige Framework verwendet.
Das Projekt befindet sich seit Anfang 2010 nicht mehr in aktiver Entwicklung.

## Entwicklung
Beagle entwickelte sich aus Dashboard, einer frühen Mono-Anwendung zur Darstellung von zum Kontext passenden Informationen. Es wurde in C# unter Benutzung von Mono und Gtk# geschrieben. Eine Portierung von Lucene nach C# namens DotLucene wird zur Indizierung verwendet. Seit Anfang März 2006 existiert unter dem Namen Kerry auch ein Frontend für Beagle, welches sich besser in KDE integriert als die beagle-eigene GTK-basierte Benutzeroberfläche. Kerry ermöglicht es in den Einstellungen das Beagle-Verhalten einzustellen, wodurch das Ändern von Beagle-Konfigurationsdateien entfällt. Des Weiteren ist es möglich, die Suchergebnisse nach Namen, Änderungsdatum und Relevanz zu sortieren. Kerry wurde in Mono implementiert. Außerdem gibt es noch Peagle, eine in PHP programmierte Web-Oberfläche.

## Voraussetzungen
- ein Kernel mit Inotify (optional, aber empfohlen)
- aktivierte erweiterte Attribute des Dateisystems (optional, aber empfohlen)

## Unterstützte Datenquellen
- Das Dateisystem
- E-Mails von KMail, Thunderbird und Novell Evolution, sowie
- Kalender und Adressbuch von Novell Evolution
- Chat-Logs von Pidgin und Kopete
- Webseiten aus Firefox und Gnome Web (Indizierung beim Betrachten der Webseiten durch Browser-Erweiterungen)
- Konqueror-Verlauf
- Web-Feeds von Blam, Liferea und Akregator
- Tomboy-Notizen

## Unterstützte Dateiformate
- Office-Dokumente
  - OpenOffice.org 1.0 Writer/Impress/Math (sxw, sxc, sxi und weitere)
  - OpenDocument (odt, ods, odp)
  - Microsoft Office (doc, xls, ppt)
  - AbiWord (abw)
  - Rich Text Format (rtf)
  - PDF-Dokumente (pdf)
- Textdokumente
  - Klartext (txt und weitere)
  - HTML (xhtml, html, htm)
  - Quellcode (C, C++, C#, Fortran, Java, JavaScript, Lisp, Matlab, Pascal, Perl, PHP, Python, Scilab und Shellskripte)
- Dokumentation / Hilfe
  - Texinfo
  - Manpages
  - DocBook
  - Monodoc
  - Windows-Hilfedateien (chm)
- Bildformate (JPG, PNG, SVG, GIF)
- Audioformate (MP3, Ogg Vorbis, FLAC)
- Anwendungsstarter
- Paketdateien (RPM, Ebuild)

## Einschränkungen
- Indizierung von Daten via NFS läuft wegen der Übertragung der Daten vom Server auf den Client langsam. Ebenso verhält es sich mit Reiser4- und FAT-Dateisystemen, da sie die Standard-Linux-Attribut-Schnittstelle nicht unterstützen.
- Der Beagle-Daemon beagled kann aus Sicherheitsgründen nicht als Benutzer root gestartet werden, die Indizierung der Daten erfolgt für jeden Benutzer getrennt.
- Im Gegensatz zum KDE-Pendant Strigi gibt es vom Beagle-Daemon derzeit (Juli 2009) noch keine stabile Version für nicht Unix-ähnliche Betriebssysteme.

## Alternativen
Siehe Liste von Desktop-Suchprogrammen